# Garfield y sus amigos
Garfield y sus amigos (Garfield and Friends en inglés) es una serie de televisión animada estadounidense, producida por DPS Film Roman, está basada en la popular tira cómica Garfield, creada por Jim Davis. La serie fue transmitida por la cadena de televisión CBS en las mañanas de los sábados, desde el 17 de septiembre de 1988 hasta el 10 de diciembre de 1994 en Estados Unidos.

## Secciones
Cada episodio consiste de dos segmentos de Garfield, dos Quickies, cortos basados en las tiras cómicas, en algunas ocasiones, los Quickies son Screaming with Binky (Gritando con Binky) y un Orson's Farm.
Este último se titula originalmente U.S Acres y consiste en las aventuras de animales de granja basados en una menos popular tira cómica de Jim Davis. Para una emisión internacional se renombró como Orson's Farm, por lo que en Latinoamérica se le conoce como La Granja de Orson, a partir de 1990, mientras que en 1989 este segmento se denominó "En la Granja" (siendo publicado bajo ese título por El Mercurio (Chile) y diarios afiliados en su suplemento dominical de historietas publicado entonces).

## Personajes

### Personajes principales
- Garfield: Es un gordo y perezoso gato atigrado (una vez que se describe en la tira cómica por su dueño, Jon como "una albóndiga de color naranja con rayas") que no quiere nada más de la vida que comer y dormir. Tiene un gusto por la lasaña y una extraña obsesión con su osito Pooky.
- Odie: Un perro de color amarillo y orejas marrones que pertenecía al excompañero de piso de Jon Arbuckle (que nunca apareció en el show, pero fue un personaje que apareció en las tiras cómicas). Es el mejor amigo de Garfield. A veces Odie se pone en el borde de una mesa y Garfield lo patea y lo tira al suelo. Parece ser increíblemente estúpido e ingenuo, pero en realidad es mucho más astuto e inteligente de lo que él deja ver. Odie es el único personaje animal que no se comunica con cualquier forma de diálogo, sólo la comunicación con el lenguaje corporal y sus entusiastas ladridos y efectos de sonido de otros perros, aunque Garfield es capaz de entender lo que dice. Apareció en un episodio de La granja de Orson.
- Jon Arbuckle: (Jon Bónachon en Hispanoamérica; Jon Arbuckle en España) es el dueño de Garfield y Odie, un dibujante soltero que tiene mala suerte en su vida amorosa y una actitud un tanto nerd. Tiene el cabello corto y castaño, viste una camisa azul de manga larga, pantalones marrones y zapatos marrones. Él es a menudo molestado por algunas de las payasadas de Garfield y también tiene un amor no correspondido por la Dra. Liz Wilson. Jon de vez en cuando le exige a Garfield cazar ratones, pero esto no sucede debido a la actitud perezoza de este. Constantemente fuerza a Garfield a seguir una dieta dadas las costumbres vegetarianas de este personaje. En un episodio de La granja de Orson se pudo escuchar su voz.
- Pooky: Osito de peluche de Garfield y compañero de dormir. Encontrado en un cajón, ha sido único juguete de Garfield.

### Personajes secundarios
- Binky el Payaso: Un gritón, odioso y desagradable payaso que tiene su propio programa de televisión que Garfield y Odie tratan de evitar ver. Parece que ambos odian el espectáculo. Su frase característica es: ¡Hoooooola chicos!. En las ocasiones que se encuentra con Garfield, Binky le grita ¡Hoooooola gato¡ y a veces le arroja pasteles con crema en la cara.
- Nermal (Telma en Hispanoamérica durante los primeros episodios): Un gatito gris que se autoproclama "El gatito más lindo del Mundo". Nermal parece ser bueno y divertido, pero le gusta molestar a Garfield y alardear de lo mucho más lindo que es. Garfield a menudo intenta (generalmente sin éxito) enviarlo por correo a Abu Dabi. A pesar de que oficialmente es considerado macho, debido a sus largas pestañas, su voz y su personalidad aparentemente afeminada, a menudo ha sido confundido como una hembra, incluso en el doblaje hispanoamericano se le conoce como tal (con el nombre de Telma, pero solamente en las primeras temporadas, ya que posteriormente se le llamó con su nombre original —aunque cuando se le llamó por su nombre original, al principio era referido como hembra, recién después fue referido como macho—). Apareció en un episodio de La granja de Orson.
- Dra. Liz Wilson: Es la veterinaria de Garfield y Odie y el eterno amor de Jon Arbuckle. Ella acepta sus invitaciones a salir de vez en cuando, pero estas citas casi siempre se vuelven un desastre por los chistes o las estupideces que Jon comete (además de la omnipresencia de Garfield, que siempre se las arregla para estar presente en las citas). Últimamente apareció mucho como pareja estable de Jon, ya que es la única a la cual Garfield acepta.
- Herman Post: El cartero de Jon Arbuckle. Se encuentra en estado de ansiedad perpetuo por las trampas que Garfield le pone y constantemente está buscando una manera de entregar el correo de forma segura, pero casi siempre sin éxito. Algunas veces trabaja como repartidor de pizzas.
- Floyd: El mejor amigo de Garfield. Un ratón que aparece al menos una vez cada temporada. Un chiste común con el personaje son sus quejas por no aparecer muy a menudo. Habita en un agujero en la casa de Jon, disfrutando de una gran vida social a espaldas de este. Garfield no se preocupa de cazarlo, como haría cualquier gato doméstico, y mantiene un pacto con él, Garfield no intenta cazarlo, y él no invade su arena.
- Cactus Jake: Tío de Jon y capataz del rancho "Llanuras Gatunas", se comporta como un viejo vaquero de moda, y con frecuencia se niega a usar algo que tenga relación con la tecnología moderna.
- Los Osos Amigosos: Sus nombres son Billy, Bobby y Bertie. Son personajes que parodian a La pandilla feliz y Los cariñositos, solo aparecen en la serie de TV. Se puede decir que es el segundo programa que más odia Garfield, "el primero es Binky". Aparecieron en dos episodios de La granja de Orson.
- Penélope: Una novia de Garfield, es una gata de color blanco, su dueña es propietaria de una pizzería, ella solo aparece en las últimas temporadas de la serie de TV.
- Las Hormigas: Solo aparecen en dos episodios, son superfuertes, super resistentes, les encanta robarle la comida a Garfield y cantar.
- El señor Truquillo/Truco: Un hombre que tiene una nariz muy larga, aparece en dos capítulos en los cuales siempre estafa a Jon Arbuckle, y también pronuncia mal el apellido de este (Bónachon).

### La granja de Orson
Es el segundo bloque de Garfield y sus amigos. Las escenas se desarrollan en una granja en las que solamente participan algunos animales, como un gallo, un pato, 2 ovejas, 2 polluelos (siendo uno de ellos que nunca salió del cascarón) y un cerdo.

#### Personajes principales
- Orson: Es un cerdo cuyo pasatiempo favorito es leer libros e imaginarse a sí mismo dentro de muchos escenarios (debido a esto, sus amigos también quedan atrapados en esos escenarios). Cabe destacar que Orson constantemente se baña para mantenerse limpio, lo cual no es irónico, ya que en realidad los cerdos siempre que se les provea de agua limpia como a cualquier otro animal, no se mantendrán sucios. También es bastante comprensivo y bondadoso, aunque sea el blanco de las burlas y pleitos que le ocasionan sus tres hermanos mayores. Es muy buen amigo de Roy, Wade, Bo, Lanolin y una figura paterna para Booker y Sheldon.
- Roy: Es un gallo. Este se caracteriza por no cumplir de forma apropiada con sus obligaciones de gallo, como cantar por las mañanas para despertar a todos (en vez de cantar, toca la trompeta, a pesar de que a los demás les desagrada), en varias ocasiones está haciéndole bromas pesadas a sus amigos de la granja, especialmente a Wade. Pero cabe mencionar que resulta bastante responsable con su trabajo, siendo su tarea favorita cuidar y proteger a las gallinas de amenazas como la comadreja.
- Wade: Es un pato que se caracteriza por ser muy cobarde y por asustarse fácilmente por cualquier cosa (en especial cuando Roy lo convierte en blanco fácil para jugarle sus bromas pesadas). Siempre tiene un salvavidas puesto en su cintura (como dato curioso: la cabeza de pato en su salvavidas también representa las emociones de Wade). Es el mejor amigo de Orson y este último siempre está tratando de ayudarle a ser más valiente.
- Bo: Es un borrego, tiene una actitud relajada, es tranquilo, educado y nunca deja de estar feliz. Es casi imposible hacerlo enojar. Tiene una hermana muy contraria a él, pero que la quiere y la respeta de una forma increíble. En algunas ocasiones, Bo actúa como un guía para Orson cuando este último tiene problemas con sus tres hermanos mayores. También se le caracteriza como un modelo a seguir por sus amigos, por enfrentarse a las situaciones con calma, determinación y buen equilibrio psicológico.
- Lanolin: Es una oveja, hermana de Bo, casi siempre está molesta y tiene poco sentido del humor, lo que la convierte en una chica bastante "gruñona", por no decir "amargada". Usa un moño azul en su cabeza. Normalmente se la puede ver descargando su furia contra todos los animales e incluso cuando ella no está de acuerdo con algo se le puede ver discutir con su hermano Bo. A pesar de hacerse la más fuerte, se sabe que en el fondo tiene un corazón bueno y frágil, lo que hace que tenga que proteger a Bo de los problemas y ser un poco más amable con sus amigos.
- Booker: Es un polluelo, él tiene un rival al cual siempre quiere atrapar, "El gusano", pero este último siempre lo derrota cuando intenta atraparlo. Cada vez que Orson les lee un cuento a él y a su hermano, siempre piden que los personajes sean ninjas.
- Sheldon: Es un polluelo que nunca ha salido de su cascarón de huevo, suele acompañar a su hermano Booker. A pesar de que Sheldon tiene el cascarón sobre su cuerpo y únicamente se ven su dos patas, él puede ver todo lo que sucede a su alrededor. Parece tener "todo tipo de cosas" en su cascarón, como una mesa de ping-pong o una estufa. En una ocasión, con la ayuda de Orson, trató de salir del cascarón, pero al quebrarse este, apareció dentro de otro. Nadie sabe qué pasó con los padres de Booker y Sheldon.

#### Personajes secundarios
- Los Tres Cerdos: Sus nombres son Wart, Gort y Mort, son los hermanos trillizos mayores de Orson, que se dedican a pelear con él y a molestarlo (jugando al "chánchibol" con él como pelota). A pesar de ser trillizos, son diferentes en cuanto a tamaño. Wart es el más alto, Gort es el de estatura media y Mort es el de baja estatura. Casi siempre están robándose los vegetales de la granja, aunque al final siempre fracasan en el robo.
- Platón: Es un gallo marrón cuya única aparición en La Granja de Orson fue en el episodio "Nuestro Mejor Gallo". Tiene la misma característica de Roy, pero a diferencia de su antecesor, tiene un porte elegante y sofisticado con las gallinas y no toca trompeta para despertar al resto de la Granja. No le desea el mal a nadie y por eso es demasiado cobarde; cuando se le asigna la tarea de detener a la comadreja y salvar a las gallinas, se encierra en la misma casa de Roy.
- Aloysius: Un cerdo que aparece en el segmento durante la séptima temporada. Además de trabajar como encargado de contabilidad del estudio, trabaja como ejecutivo de televisión. Le da problemas a Orson y sus amigos frecuentemente sobre el contenido de la serie (como la "insalubridad" de las canciones infantiles en "Kiddie Korner" y el presupuesto de los animadores de la caricatura en "The Discount of Monte Cristo"), sin embargo, Orson y sus amigos siempre buscan la forma de castigarlo al término de cada episodio que aparece.
- Pato Fred: Es el primo de Wade, extremadamente fastidioso, utiliza un paracaídas cuando vuela, ya que, en secreto, le tiene miedo a las alturas. Fred dejó de aparecer en la serie desde la cuarta temporada.
- 00Cerdo: (parodia de James Bond) Es un alter ego de Orson, un agente secreto que aparece cuando uno de los integrantes de la Granja tiene problemas, especialmente en Royfinger y el homónimo episodio que lleva el nombre del personaje.
- Cerdo Poder: (parodia de Superman) Es otro alter ego de Orson. Un superhéroe que también ayuda a los animales de la granja, como nota curiosa este personaje al principio nadie lo tomaba en serio y reían a carcajadas cuando decía su nombre.
- La Comadreja: Es un animal que permanentemente intenta robar gallinas del gallinero para luego comérselas, aunque sin éxito. Tras su huella, corre Roy, siempre dispuesto a dejar al ladrón en ridículo para salvar a las gallinas. Esto ocurre principalmente en algunos episodios y cuando Roy se munda de La Granja, ve la ocasión más perfecta para llevarse las gallinas y huir con el botín sin ser descubierto, tratando al Gallo Platón como un pelele, durante el episodio "Nuestro Mejor Gallo". La Comadreja, es tirada al agua, para que no vuelva a cazar a las gallinas.
- El gusano: Es la presa principal a la que Booker siempre intenta atrapar, pero sin éxito, ya que al final el gusano siempre termina derrotándolo. En un episodio es derrotado por Roy, pero este no se lo comió.

## Episodios
Artículo principal: Episodios de Garfield y sus amigos

## Cancelación
Garfield y sus amigos había ya durado más que otras series animadas al momento de llegar a su séptima temporada en 1994. A este punto, el espacio de las caricaturas del sábado por la mañana había comenzado un declive terminal (aunque Garfield todavía tenía éxito en los índices de audiencia en la época), así que la CBS empezó a disminuir su presupuesto en los animados que producía. Indispuestos a continuar con la serie bajo un presupuesto reducido, los productores decidieron terminarla definitivamente en 1994.

## Reparto

### Inglés - Estados Unidos
- Lorenzo Music - Garfield
- Gregg Berger - Odie; Orson
- Thom Huge - Jon Arbuckle; Roy; Gort; Binky el Payaso
- Julie Payne - Dra. Liz Wilson; Lanolin
- Howie Morris - Wade; Wart
- Frank Welker - Bo; Booker; Sheldon; Mort
- Desiree Goyette - Nermal
- Victoria Jackson - Penelope
- Pat Buttram - Cactus Jake

### Español - Latinoamérica
Garfield fue doblado al español latino en Chile en sus primeras dos temporadas por Leonardo Céspedes Producciones, y en las siguientes por DINT Doblajes Internacionales, en Santiago de Chile. El único doblaje que se mantiene igual es Odie, tanto para la versión original, como en español y otros idiomas.
- Sandro Larenas - Garfield; Binky el Payaso; Cactus Jake
- Adriano Castillo - Jon Bonachón (inicio); Binky el Payaso (algunos capítulos); Floyd, el ratón (primera temporada)
- Jorge Araneda - Jon Bonachón (resto)
- Mauro Calvanese - Orson (inicio); Roy (inicio); Bo (inicio)
- Alexis Quiróz - Orson (resto)
- Marco Antonio Espina - Roy
- Aníbal Reyna - Roy (algunos capítulos)
- Cristián Fontecilla - Wade
- Valentina Montoya - Nermal (inicio)
- Laura Olazabal - Nermal (resto); Lanolin
- Alejandro Trejo - Bo (resto)
- Viviana Navarro - Booker
- Giannina Talloni  - Sheldon
- Miriam Torres - Dra. Liz Wilson
- Enrique Madiñá - Irving Burnside - Floyd

## Emisión internacional
| País           | Canal |
| -------------- | --- |
| Estados Unidos | CBS (1988-1996) Cartoon Network (1995-1997) Toon Disney (2002-2007) Freeform (2001-2003) Nickelodeon (1998-2001) Boomerang (2006-2007, 2019-2021)        |
| Latinoamérica  | Cartoon Network Latinoamérica (1993-2005) Boomerang Latinoamérica (2005-2008) Tooncast (2009-2015) VIX (2022-presente)                                   |
| Argentina      | América TV (1989-1995) Magic Kids (1995-1996) |
| Brasil         | Rede Globo (1989-1995) Cartoon Network Brasil (1996-2005) RecordTV (finales de la década de 1990) Band Boomerang Brasil (2005-2008) Tooncast (2010-2015) |
| Chile          | Canal 13 (1989-2002) |
| México         | Canal *5 (1991-2005) Bajío TV Azteca 7 |
| Paraguay       | SNT (1995-1998) Red Guaraní (1999-2003) Paraguay TV (2011-presente)                                                                                      |
| Perú           | Frecuencia Latina (1995-2000) TNP (1997-¿2001?) |
| Venezuela      | Venevisión (1992-2004) Televen (2013) |
| Ecuador        | Gama TV |
| Colombia       | Cadena Dos, Inravisión, Do Re Creativa Tv (como Garfield a las 5), Canal A, Inravisión, Cenpro TV, Canal RCN (1992-2004)                                 |
| El Salvador    | Canal 2 (1991-2005) |
| Honduras       | Canal 5 |
| España         | TVE2 Canal 4 Tenerife Boomerang Boing Pluto TV Canal Panda Galicia: TVG, tvG2 Cataluña: TV3, K3, Betevé País Vasco: ETB 1 Valencia: Canal Nou, Nou 2     |
| Portugal       | RTP1 RTP2 Canal Panda Panda Biggs |
| Uruguay        | Monte Carlo TV |